# Julio Granda Zúñiga

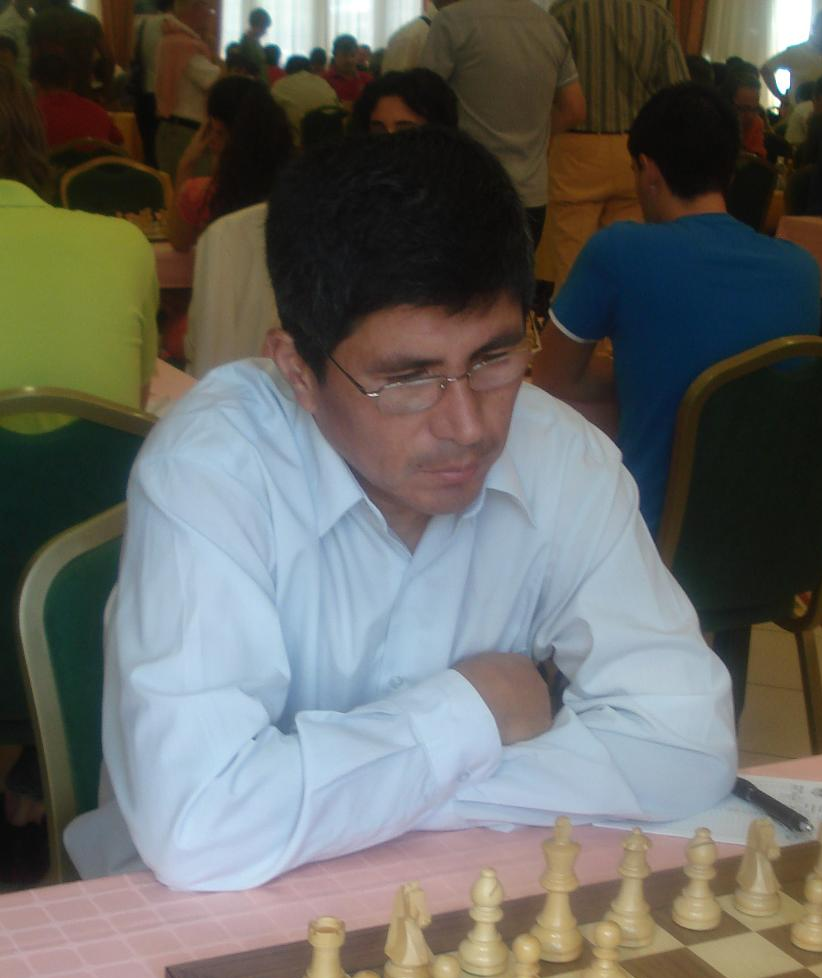
Julio Granda, 2008

Julio Ernesto Granda Zúñiga (Camaná, 25 februari 1967) is een Peruviaanse schaker met FIDE-rating 2653 in 2017. Hij is sinds 1986 een FIDE grootmeester (GM). Hij was in 1994, 1995, 1996, 1997 en 2002 schaakkampioen van Peru.

## Schaakcarrière
Julio is een natuurtalent, hij maakt geen studie van het schaken. In Peru bezit hij een boerderij met een grote appelboomgaard waaraan hij zijn tijd besteedt.
- Op vijfjarige leeftijd leerde hij schaken.
- In 1980 won hij het wereldkampioenschap jeugdschaak in Mazatlàn, Mexico.[2]
- In 1984 won hij in Lima het Pan-Amerikaans kampioenschap voor junioren.[3]
- Op 19-jarige leeftijd kreeg hij in 1986 de grootmeestertitel.
- In 1993 werd hij met Bent Larsen gedeeld eerste op het toernooi in Mar del Plata.
- In 1995 en 1996 wist hij de Donner Memorial te winnen.
- In 1998 verdween hij tijdelijk uit de schaakwereld.
- In 2002 is hij echter terug en wint het kampioenschap van Peru. Hij schitterde ook op de Schaakolympiade te Bled waar hij tien uit dertien scoorde.
- In 2003 speelde hij goed bij het Aeroflottoernooi te Moskou en in hetzelfde jaar won hij het sterke "Capablancatoernooi" in Havana en dit alles zonder voorbereiding.
- In augustus 2005 werd in Buenos Aires het Kampioenschap Amerikaans Continent verspeeld dat met 8.5 uit 11 door Lazaro Bruzon gewonnen werd. Julio Granda Zuniga eindigde met 8 punten op een gedeelde tweede plaats. Er waren 152 deelnemers
- Op 19 en 20 september 2005 speelde Granda Zuniga een tweekamp tegen de 14-jarige schaakmeester Emilio Cordova die door Granda Zuniga met 3½-½ gewonnen werd
- Granda Zuniga behaalde in 2007 net als vier andere spelers, de hoogste score 8 pt. uit 11 op het 4e schaakkampioenschap van het Amerikaanse continent, gehouden in Cali 2007; hij won het toernooi na tiebreak.[4] Met deze overwinning kwalificeerde hij zich voor de Wereldbeker Schaken 2007, waar hij in de eerste ronde zijn match tegen Arkady Naiditsch verloor met ½-1½.
- In 2008 won hij het 2e Ibero-Amerikaanse kampioenschap in Linares (Spanje) door in de finale met 2½-1½ te winnen van Eduardo Iturrizaga.[5]
- In december 2009 werd hij gedeeld 1e-4e met Georg Meier, Viktor Láznička en Kiril Georgiev in het 19e Magistral Pamplona toernooi.[6]
- In 2010 won hij het vijfde Abierto in Guadalajara.[7]
- In 2011 werd hij gedeeld 2e–7e met Aleksandar Deltsjev, Ivan Šarić, Pablo Almagro Llamas, Maksim Toerov en Mihail Marin op het 31e Villa de Benasque Open toernooi.[8]
- Bij de wereldbeker schaken 2013 in Tromsø (Noorwegen) bereikte Granda Zuniga de vierde ronde, na te hebben gewonnen van Hrant Melkoemjan, Péter Lékó en Anish Giri. Hij werd vervolgens met 2-0 verslagen door Fabiano Caruana.[9]
- In 2014 werd hij gedeeld eerste in het 9e Kampioenschap Amerikaans Continent, samen met Sam Shankland, Alexander Shabalov, Rafael Leitao, Isan Reynaldo Ortiz Suarez en Alan Pichot. Vanwege een betere tiebreak-score ontving hij de gouden medaille. Om een plaats te verdienen in de strijd om de FIDE Wereldbeker, speelde hij een rapid playoff met de vijf anderen die gedeeld eerste waren geëindigd. Hij werd tweede met 3 pt. uit 5, waarmee hij zich kwalificeerde voor de Wereldbeker Schaken 2015.[10] Hier versloeg hij in ronde 1 Aleksandr Fier en in ronde 2 Cristobal Henriquez Villagra, waarna hij in ronde 3 verloor van Radosław Wojtaszek.
- In 2017 won Granda Zuniga de 50+ sectie van het Wereldkampioenschap Schaken voor Senioren in Acqui Terme (Italië).[11]

In het team van Peru nam hij deel aan de Schaakolympiades van 1986, 1988, 1990, 1992, 1994, 1996, 2002, 2004, 2006, 2010 en 2014.

## Openingen
Julio Granda Zuniga opent bijna altijd met de zet 1.d4 waarna een Indische partij of een Damegambiet ontstaat, terwijl hij met zwart vaak de schaakopening Siciliaans speelt.